# Lijst van gouverneurs van Gotlands län
Dit is een lijst van gouverneurs van de provincie Gotlands län in Zweden, in de periode 1689 tot heden. Gotlands län is een län, een provincie, dat uit het eiland Gotland en nog enkele eilanden in de Oostzee bestaat. Het Zweeds voor gouverneur is landshövding.
- Gustaf Adolf von der Osten 1689–1708
- Anders Sparrfelt 1708–1710
- Peter Snack 1710–1711
- Nils Posse 1711–1716
- Gustaf von Psilander 1716–1728
- Johan Didrik Grönhagen 1728–1738
- Jacob von Hökerstedt 1738–1757
- Didrik Henrik Taube 1757–1763
- Mårten Kalling 1763–1765
- Carl Otto von Segebaden 1765–1787
- Salomon Mauritz von Rajalin 1787–1812
- Carl Fredrik Aschling 1812–1817
- Jacob Cederström 1817–1833
- Michael Silvius von Hohenhausen 1833–1849
- Gustaf Jacob af Dalström 1849–1858
- Gillis Bildt 1858–1862
- Gustaf Henrik Wilhelm Gyllenram 1862–1873
- Nils Henning Rudolf Bernhard Horn 1874–1883
- Per Gustaf Emil Poignant 1883–1900
- Conrad Cedercrantz 1901–1903
- Karl Johan August Well 1903–1909
- Karl Rudolf Rydin 1909–1912
- Gustaf Wilhelm Alexander Roos 1912–1927
- Alvar Elis Rodhe 1927–1938
- Ola Jeppsson 1938–1941
- Erik Nylander 1941–1951
- Ture Åke Hovgard 1951–1959
- Johan Martin Wahlbäck 1959–1968
- Torsten Andersson 1968–1974
- Gustaf Einar Gustafsson 1975–1980
- Lars Gustaf Johannes Westerberg 1980–1983
- Claes Elmstedt 1984–1991
- Thorsten Andersson 1992–1998
- Lillemor Arvidsson 1998–2004
- Marianne Samuelsson 2004–2009
- Cecilia Schelin Seidegård 2010–2018
- Anders Flanking, sinds 2019

Blekinge län · Dalarnas län · Gävleborgs län · Gotlands län · Hallands län · Jämtlands län · Jönköpings län · Kalmar län · Kronobergs län · Norrbottens län · Örebro län · Östergötlands län · Skåne län · Södermanlands län · Stockholms län · Uppsala län · Värmlands län · Västerbottens län · Västernorrlands län · Västmanlands län · Västra Götalands län